# Дубняки (Брянская область)
Дубняки — опустевший поселок в Стародубском муниципальном округе Брянской области.

## География
Находится в южной части Брянской области на расстоянии приблизительно 21 км на юг-юго-восток от районного центра города Стародуб.

## История
Упоминался с 1930-х годов. На карте 1941 года отмечен как поселение с 31 двором,. До 2020 года входил в состав Понуровского сельского поселения Стародубского района до их упразднения. По состоянию на 2020 год опустел.

## Население
Численность населения: 5 человек в 2002 году (русские 100 %), 0 в 2010.